# BanG Dream! Girls Band Party!
BanG Dream! Girls Band Party! (Originaltitel. バンドリ！ ガールズバンドパーティ！ Bandori! Gārusu Bando Pāti!, abgekürzt auch Garupa!) ist ein Musik- und Rhythmusspiel des Spieleentwicklers Craft Egg für mobile Endgeräte. Das Spiel erschien am 16. März 2017 in Japan durch den Publisher Bushimo, der zum Unternehmen Bushiroad gehört. Das Spiel wurde zudem in der Volksrepublik China, Taiwan, in der chinesischen Sonderverwaltungszone Hongkong, Macau, Singapur und Südkorea veröffentlicht. Eine Veröffentlichung im Westen fand im April 2019 statt.

## Entwicklung, Konzept und Veröffentlichung
Entwickelt wurde das von Bushimo publizierte Handyspiel von Craft Egg für die Betriebssysteme Android und iOS.
Die Cutscenes innerhalb des Spiels nehmen Züge einer Visual Novel an. Die Charaktere wurden allesamt durch Synchronsprecherinnen vertont (hier für siehe Figuren aus BanG Dream!) und werden durch 2½D-Bewegungen animiert. Dabei wurde für die Animationen der Figuren die Live2D-Technologie verwendet.
Eine Veröffentlichung fand am 16. März 2017 zunächst in Japan statt. Im Oktober 2017 wurde das Spiel in Taiwan, Hongkong und Macau in traditionell chinesischer Sprache durch Mobimon Inc. veröffentlicht. Kakao Games veröffentlichte BanG Dream! Girls Band Party! in koreanischer Sprache am 6. Februar 2018, während das Spiel in der Volksrepublik China durch Bilibili am 30. Mai 2019 herausgebracht wurde. Der englischsprachige Server startete am 29. März 2018 in Singapur. Ein weltweiter Release folgte am 4. April, eine Woche nach Launch des Servers. Für einen begrenzten Zeitraum konnten japanische Spieler eine AR-App des Spiels unter dem Titel Bandori! Garupa AR! herunterladen.
Im Jahr 2019 arbeitete das Spiel mit dem Unternehmen SCRAP Co. zusammen um das Find a Random Star-Event zu organisieren. Bei diesem Event handelte es sich um die Suche nach Kasumis verschollener Gitarre, die die Spieler durch das Lösen verschiedener Rätsel, welche innerhalb der Stadtgebiete von Tokio, Nagoya und Osaka zu finden waren. Das Event war an Escape Room angelehnt. Dieses spezielle Event lief vom 4. Dezember 2019 bis zum 29. Februar 2020. Bei mehreren Events, die einmal im Jahr zur Feier der Veröffentlichung des Spiels stattfinden, wurden zahlreiche Neuerungen eingeführt: So wurde 2019 eine Overworld-Lounge mit neuen Charakterinteraktionen und -animationen eingeführt. Im Jahr 2020 wurden die Gruppen RAISE A SUILEN und Morfonica, die zu dem BanG-Dream!-Franchise gehören dem Spiel hinzugefügt.
Am 28. Februar 2021 wurde angekündigt, dass das Spiel im Laufe des Jahres für die Nintendo Switch erscheinen wird.

## Handlung
Die Handlung des Handyspiels folgt der Geschichte nach dem Ende der ersten Staffel der Anime-Fernsehserie und findet im selben Universum statt. Der Spieler schlüpft in die Rolle eines Mitarbeiters des Live Houses CiRCLE, welcher versucht, Bands für das Girls Band Party! Event zu buchen.
Zudem enthält das Spiel mehrere individuelle Geschichten über die in dem Spiel enthaltenen Bands, die unter anderem die Hintergrundgeschichten zu eben diesen Musikgruppen erläutern.

## Spielbare Lieder
Zu Beginn des weltweiten Releases des Spiels im April 2018 waren mehr als 60 Lieder spielbar. Die meisten davon stammen aus dem Franchise selbst. Inzwischen sind auch mehrere Anime-Lieder hinzugekommen. Die Spielzeit der spielbaren Lieder beträgt 1 Minute und 30 Sekunden, wobei zwischenzeitlich auch Vollversionen diverser Stücke spielbar sind. Durch diverse Crossover-Veranstaltungen sind auch Coverversionen von Vocaloid-Liedern, die Titelmusik aus Animeserien wie Re:Zero, Is the Order a Rabbit? oder dem Persona spielbar.
Zudem verfügen die internationalen Versionen des Spiels zusätzlich über exklusive Stücke, die gespielt werden können. So können Spieler aus Südkorea die Stücke Me Gustas Tu und Time for the Moon Night der K-Pop-Girlgroup GFriend spielen, während für die Spieler der englischsprachigen Server durch eine Zusammenarbeit mit Pinkfong das Lied Baby Shark für einen begrenzten Zeitraum zur Verfügung stand.

## Gameplay
Der Spieler muss im richtigen Moment auf Noten klicken, die auf dem Bildschirm erscheinen und auf den Spieler zukommen. Dabei gibt es auch Noten, bei denen der Spieler diese bis zu einer bestimmten Länge gedrückt halten, ziehen oder schnippen muss. Gelbe Noten aktivieren Charakterlinien während eines Stücks. Der Spieler kann vor dem Start eines Liedes die Geschwindigkeit der Noten und den Schwierigkeitsgrad selbst wählen. Um ein Stück erfolgreich abschließen zu können, erhält der Spieler 1.000 Lebenspunkte.
Im Gegensatz zu anderen Smartphone-Spielen, die über ein Staminasystem verfügen, besitzt BanG Dream! Girls Band Party! die Live-Boost!-Funktion, die es dem Spieler ermöglicht bei erfolgreichen Abschließen eines Liedes mehr Belohnungen zu erhalten als üblich und über die Stamina-Limitierung hinaus weiterzuspielen. Im Mehrspieler-Modus können Spieler gemeinsam versuchen, die höchstmögliche Punktzahl in einem Lied zu erreichen.
Durch das erfolgreiche Abschließen von Liedern und dem Zuhören von Gesprächen zwischen Charakteren erhält der Spieler Erfahrungspunkte, die einen Levelaufstieg zur Folge haben können. Durch das Verbessern von Charakter-Karten können zusätzliche Dialoge freigeschaltet werden. Charakter-Karten können durch ein Gacha-System, eine auf Glücksspiel basierte Mechanik, erhalten werden. Die Rarität einer Karte wird durch ein Sternensystem symbolisiert, wobei die seltenste Stufe vier Sterne darstellen.

## Besprechungen und kommerzieller Erfolg
Hayden Moseley bezeichnete den Mehrspielermodus in seiner Kritik für das Onlinemagazin ComicsVerse als „revolutionär“, da sich dieser Spielmodus von der Masse abhebt. Statt gegeneinander anzutreten versuchen die Spieler, gemeinsam die bestmöglichen Ergebnisse zu erzielen. Er sagte, dass die Anziehungskraft des Spiels hauptsächlich die Interaktion der In-game-Charaktere sei, die den Spieler in den Glauben versetzen, einen „spielbaren Anime“ zu erleben. Er lobte zudem die Komplexität des Spiels und beschrieb das Spiel „lohnend und Spaß machend“. Moseley befand, dass die Musik und die Charaktere es wert seien, entdeckt zu werden.
Die Veröffentlichung des Spiels trug wesentlich zum Wachstum des Franchises bei. Jessica Liong, ebenfalls Autorin bei ComicsVerse, schrieb, dass dies hauptsächlich daran liege, dass stetig neue Gruppen und Geschichten in das Spiel integriert werden, die den Spieler helfen, sich mit den Charakteren zu identifizieren.
In Japan wurde das Spiel innerhalb des ersten halben Jahres nach Erscheinen über vier Millionen Mal heruntergeladen. Im November 2019 waren es bereits elf Millionen japanische Spieler. In den Jahren 2017 und 2018 erwirtschaftete das Spiel einen Umsatz von insgesamt 31.8 Milliarden Yen, umgerechnet 282,5 Millionen USD, Umsatz, wobei auf 2017 insgesamt 9,1 Milliarden Yen und auf 2018 über 22 Milliarden Yen fallen. Im Bezug auf den erbrachten Umsatz war BanG Dream! Girls Band Party! das zweiterfolgreichste Rhythmusspiel hinter The Idolmaster Cinderella Girls: Starlight Stage und landete insgesamt auf Platz 15 der erfolgreichsten Spiele in Japan.
Der weltweite englischsprachige Server verbuchte innerhalb der ersten zwei Monate nach dem Launch eine Million aktive Spieler. Im August gleichen Jahres wurde die Marke von zehn Millionen Spielern erreicht.
Das Spiel wurde 2017 in Japan mit dem Top Ranking Game im App Store und mit dem Grand Prize for Players’ Choice Game and Attractive Game von Google Play ausgezeichnet.